# Campeonato Europeo de Remo de 1964
El LIV Campeonato Europeo de Remo se celebró en Ámsterdam (Países Bajos) en 1964 bajo la organización de la Federación Internacional de Sociedades de Remo (FISA).
En total se disputaron doce pruebas diferentes, siete masculinas y cinco femeninas.

## Medallero
| Núm. | País           | Oro | Plata | Bronce | Total |
| ---- | -------------- | --- | ----- | ------ | ----- |
| 1    | URSS           | 6   | 4     | 0      | 10    |
| 2    | RDA            | 3   | 1     | 0      | 4     |
| 3    | RFA            | 2   | 2     | 0      | 4     |
| 4    | Países Bajos   | 1   | 2     | 1      | 4     |
| 5    | Checoslovaquia | 0   | 1     | 1      | 2     |
| 5    | Dinamarca      | 0   | 1     | 1      | 2     |
| 7    | Reino Unido    | 0   | 1     | 0      | 1     |
| 8    | Italia         | 0   | 0     | 2      | 2     |
| 8    | Rumania        | 0   | 0     | 2      | 2     |
| 10   | Estados Unidos | 0   | 0     | 1      | 1     |
| 10   | Hungría        | 0   | 0     | 1      | 1     |
| 10   | Polonia        | 0   | 0     | 1      | 1     |
| 10   | Suiza          | 0   | 0     | 1      | 1     |
| 10   | Yugoslavia     | 0   | 0     | 1      | 1     |
|      | TOTAL          | 12  | 12    | 12     | 36    |